# Blang Dalam (Mane)
Blang Dalam is een bestuurslaag in het regentschap Pidie van de provincie Atjeh, Indonesië. Blang Dalam telt 1530 inwoners (volkstelling 2010).